# Atrichopogon oedemerarum
Atrichopogon oedemerarum är en tvåvingeart som beskrevs av Stora 1939. Atrichopogon oedemerarum ingår i släktet Atrichopogon och familjen svidknott. Inga underarter finns listade i Catalogue of Life.